# 서울버스
서울버스(-株式會社)는 서울특별시의 시내버스 업체이다. 본사와 차고지는 서울특별시 송파구 충민로6길 61-29 (장지동)에 있다. 2004년 서울특별시 버스 개편 당시 서울버스는 한국비알티자동차에 지분을 출자하였으며, 서울 지선버스 2개 노선, 간선버스 2개 노선을 운행하고 있다.

## 역사
서울버스는 1973년 9월 7일에 당시 경영난에 처한 일성교통(一成交通) 좌석버스 87번 (남성동 - 중화동)을 인수하였고 노원구 상계동에서 상계운수(上溪運輸)로 시작하였다. 1974년 삼호운수(三湖運輸)로 사명을 변경하였고 1974년 8월 87번 노선을 상계동 - 서울역으로 단축하였다. 1975년 태릉교통 43번 노선 (상계동 - 서울역) 폐지로 인하여 대체 노선 10번을 신설하였고, 87번 노선을 폐지하였다. 그러나 상계동의 버스 승차난으로 인한 서울시의 명령으로 흥안운수에 10번 노선과 상계동 차고를 넘겨 주었고, 567번 (천호동 ~ 서울역)을 받았다.
1976년에 사무소를 중랑구 망우동으로 이전하면서 서울버스 주식회사(― 株式會社)로 사명을 변경하였고 567번 운행(망우리 - 어린이대공원 - 약수동 - 사당동)을 개시하였다. 1979년 41번 좌석버스 (방배동 - 광화문)을 운행개시하였고, 1981년 동북운수 (현.동아운수)로부터 42번 좌석버스 노선 (방배동 - 광화문)을 인수받았다. 1980년 서울버스는 567-1번 (망우리 - 압구정동 - 사당동)과 567-2번 (망우리 - 영동지구 - 사당동)을 신설하였고 1981년 성동여객 (현.우신운수)에 567번과 567-1번, 망우리차고지를 넘겨 주어서 본사를 방배동 차고지로 이전하였다. 이후 1982년에는 567-2번을 우신운수에 넘겨 주었다.
1982년 한서교통으로부터 좌석버스 31번 (잠실동 - 한남대교 - 광화문)을 인수하였고 좌석버스 31번을 좌석버스 731번으로 변경하였고 노선을 잠실동 - 한남대교 - 광화문 - 반포대교 - 방배동으로 변경하였다. 1982년 10월 동아운수로부터 도시형버스 87번 (화계사 - 용산역 - 봉은사)과 87-1번 (개포동 - 영동지구)를 넘겨 받았고 노선을 개포동 - 봉은사 - 선정릉 - 고속터미널 - 남산제3호터널 - 광화문으로 변경하였으며, 이듬해인 1983년 9월 87번 노선을 "개포동 - 도곡동 - 선정릉 - 영양학원 - 고속터미널 - 반포동 - 방배동 - 서울교대 - 개포동"이라는 좌우 순환형식 노선으로 변경하였다.
1984년에는 좌석버스 731번을 장위동 - 동이로 - 영동단지 - 방배동으로 변경하였고 1987년에 좌석버스 731번의 상계동 연장으로 인하여 한성버스 (현.흥안운수)에 인수되자 마자 2003년 폐선)에 양도하였다. 1993년 도시형버스 87번을 87번 (파랑: 외선)과 87-1번 (빨강: 내선)으로 분리하였다.
2000년 1월 서울시의 명령으로 퇴출된 승원여객 소속 도시형버스 63번과 63-1번, 421번 노선을 승계하였고 운행을 개시하였다. 2001년부터는 서울 공항버스 노선을 개통하였고, 본사 및 차고지를 장지동으로 이전하면서 서초구 마을버스 09번(현 서초 21번)을 대복마을버스(현 선흥상운)로 분리독립시켰다. 2004년의 버스 개편 때에는 한국비알티자동차 컨소시엄에 참여하였다. 2008년에는 장지동의 택지지구에 조성한 장지공영차고지로 이전하였고, 2012년 8월 KD운송그룹의 대원공항을 부분 인수 하여 오늘에 이르고 있다.
2014년 1월 공항버스 노선을 담당하는 서울공항리무진으로 분사하였다.

## 운행 노선
2023년 5월 13일 기준이다.
| 운행노선 | 운행구간       | 운행구간 | 운행구간 | 배차간격 (분) | 인가 대수 | 비고                                                                          |
| -------- | -------------- | -------- | -------- | ------------- | --------- | ----------------------------------------------------------------------------- |
| 301번    | 장지공영차고지 | ↔        | 혜화동   | 5~9           | 44        | 구 63-1번                                                                     |
| 401번    | 장지공영차고지 | ↔        | 서울역   | 8~14          | 26        | 구 좌석 37번, 43번 통합                                                       |
| 3011번   | 장지공영차고지 | ↔        | 한남동   | 7~13          | 13        | 구 83번 변경, 구 3420번. 3421번, 4412번 통합. 진화운수와 공동배차로 운행한다. |
| 3426번   | 서울버스종점   | ↔        | 청담동   | 7~13          | 21        | 구 63번, 3219번                                                               |

## 이전 운행 노선

### 순환버스
- ● 41번: 종합운동장역 - 삼성역 - 강남역 - 서초역 - 고속터미널역 - 논현역 - 신사동 - 압구정역 - 청담역 - 삼성역 - 종합운동장역 (시계 방향 단방향 순환), 동성교통·동아운수·신길운수·신성교통과 공동 배차 운행하다가 2005년 4월 10일 한국비알티자동차에 인수 후 2006년 4월 21일 최종 폐선.

### 지선버스
- ● 3219번 (구 63번): 장지동공영차고지 ↔ 경찰병원역 ↔ 가락시장역 ↔ 수서역 ↔ 일원역 ↔ 삼성서울병원 ↔ 개포주공1,2,3,5단지 ↔ 개포동역 ↔ 대치역 ↔ 도곡역 ↔ 한티역 ↔ 선릉역 ↔ 강남구청역 ↔ 청담동성당 ↔ 청담사거리 ↔ 영동대교 북단 (화양동) (2015년 2월 27일 3426번으로 노선 단축)

### 공항버스
아래 노선은 서울공항리무진으로 법인 분리되어 양도되었다.
- ● 6006번: 강동자이아파트 ↔ 천호역 ↔ 강동구청역 ↔ 풍납동 ↔ 잠실역 ↔ 잠실새내역 ↔ 종합운동장역 ↔ 삼성역 (한국도심공항) ↔ 프리마호텔 ↔ 미성아파트 ↔ 신사중학교 ↔ 올림픽대로 ↔ 88 분기점 ↔ 인천국제공항고속도로 ↔ 인천국제공항 (구 606번)
- ● 6009번: 일원역 ↔ 대모산입구역 ↔ 학여울역 ↔ 대치역 ↔ 도곡역 ↔ 매봉역 ↔ 양재역 ↔ 역삼동 ↔ 강남역 ↔ 신논현역 ↔ 논현역 ↔ 신사역 ↔ 올림픽대로 ↔ 88 분기점 ↔ 인천국제공항고속도로 ↔ 인천국제공항 (일부 차량 28인승 우등) (구 609번)
- ● 6010번: 프라마호텔 ↔ 강남구청역 ↔ 청담역 ↔ 갤러리아백화점 압구정점 (신청담역) ↔ 압구정역 ↔ 올림픽대로 ↔ 88 분기점 ↔ 인천국제공항고속도로 ↔ 인천국제공항 (2012년 폐지)
- ● 6020번: 역삼역 ↔ 강남역 ↔ 교대역 ↔ 고속터미널역 (서울고속버스터미널, 센트럴시티) ↔ 신반포역 ↔ 구반포역 ↔ 올림픽대로 ↔ 88 분기점 ↔ 인천국제공항고속도로 ↔ 인천국제공항
- ● 6300번: 고덕역 → 명일역 ↔ 굽은다리역 ↔ 길동역 ↔ 둔촌동역 ↔ 올림픽공원역 ↔ 방이역 ↔ 오금동 ↔ 오금역 ↔ 경찰병원역 ↔ 가락시장역 ↔ 수서역 ↔ 동부간선도로 ↔ 올림픽대로 ↔ 88 분기점 ↔ 인천국제공항고속도로 ↔ 인천국제공항
- ● 6500번: 교육문화회관 ↔ 양재화물터미널 ↔ 양재시민의숲역 ↔ 역삼동 ↔ 강남역 ↔ 신논현역 ↔ 논현역 ↔ 신사역 ↔ 올림픽대로 ↔ 88 분기점 ↔ 인천국제공항고속도로 ↔ 인천국제공항

## 보유 차량

#### 자일대우버스
- 자일대우 NEW BS106
- 자일대우 NEW BC211
- 자일대우 NEW BS110

#### 우진산전
- 우진산전 아폴로 1100

#### 비야디 자동차
- BYD eBus-12

#### 현대버스
- 현대 저상 뉴 슈퍼 에어로시티
- 현대 일렉시티

## 갤러리

서울시내버스 301번
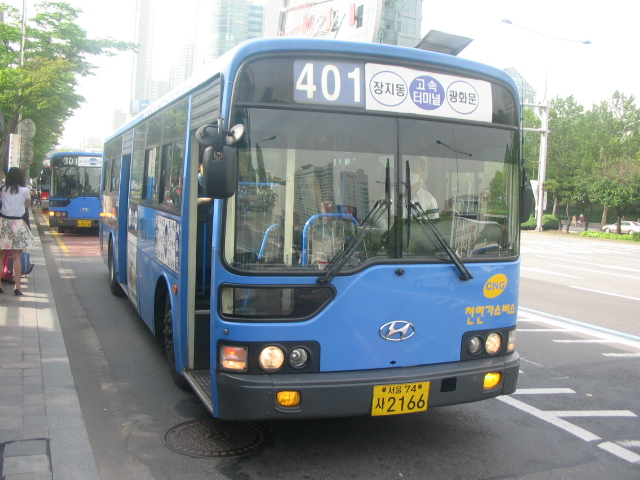
서울시내버스 401번
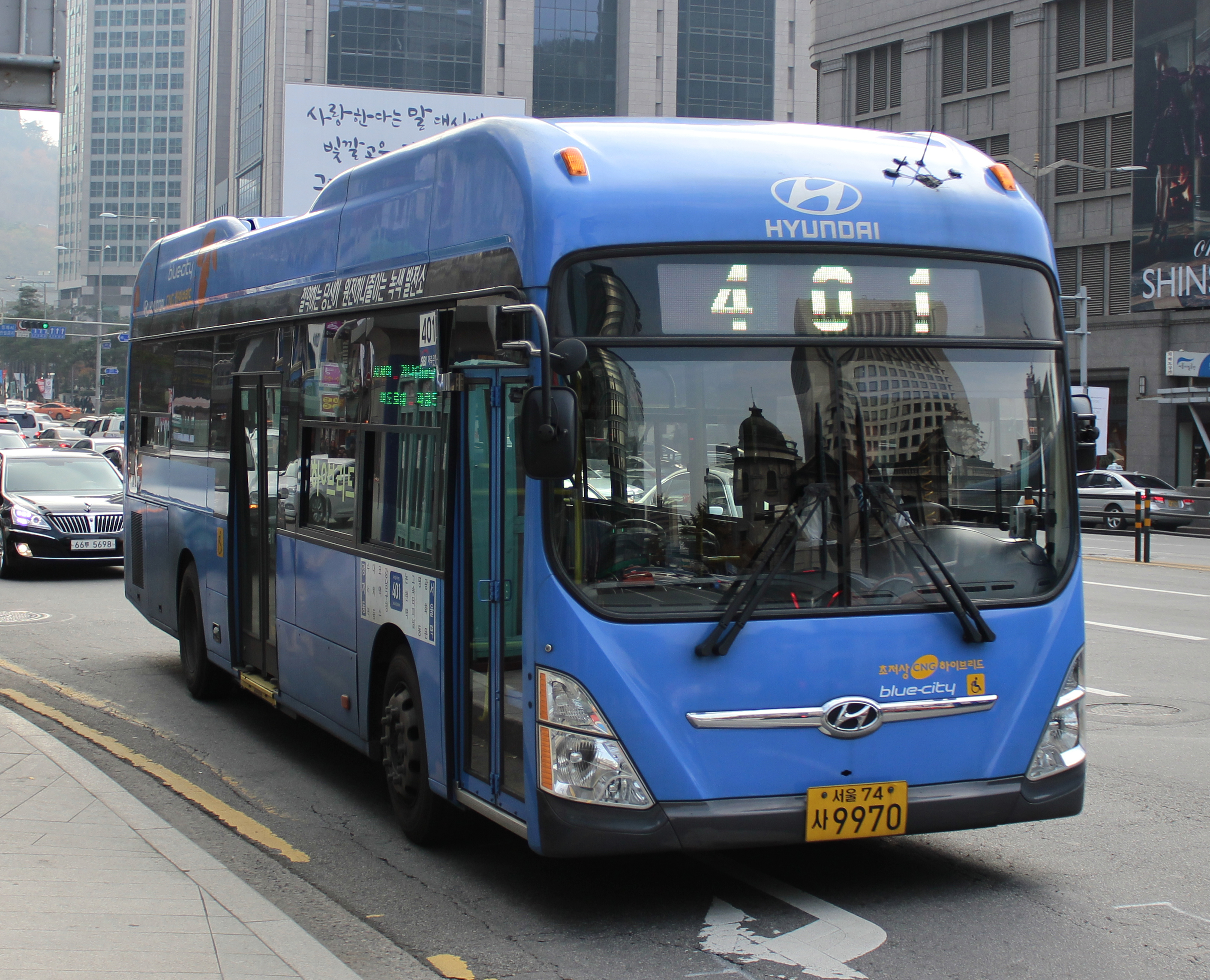
서울시내버스 401번
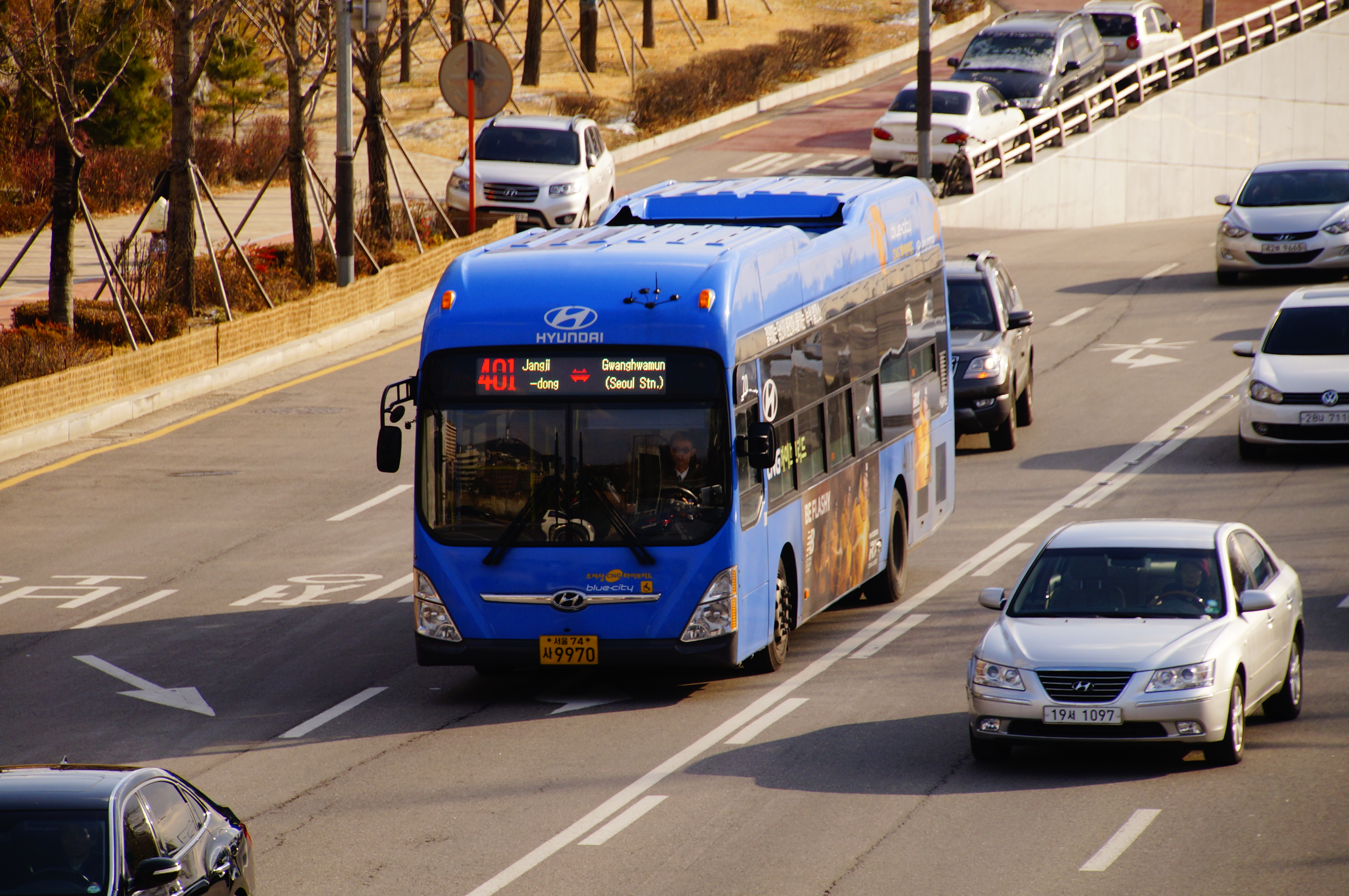
서울시내버스 401번
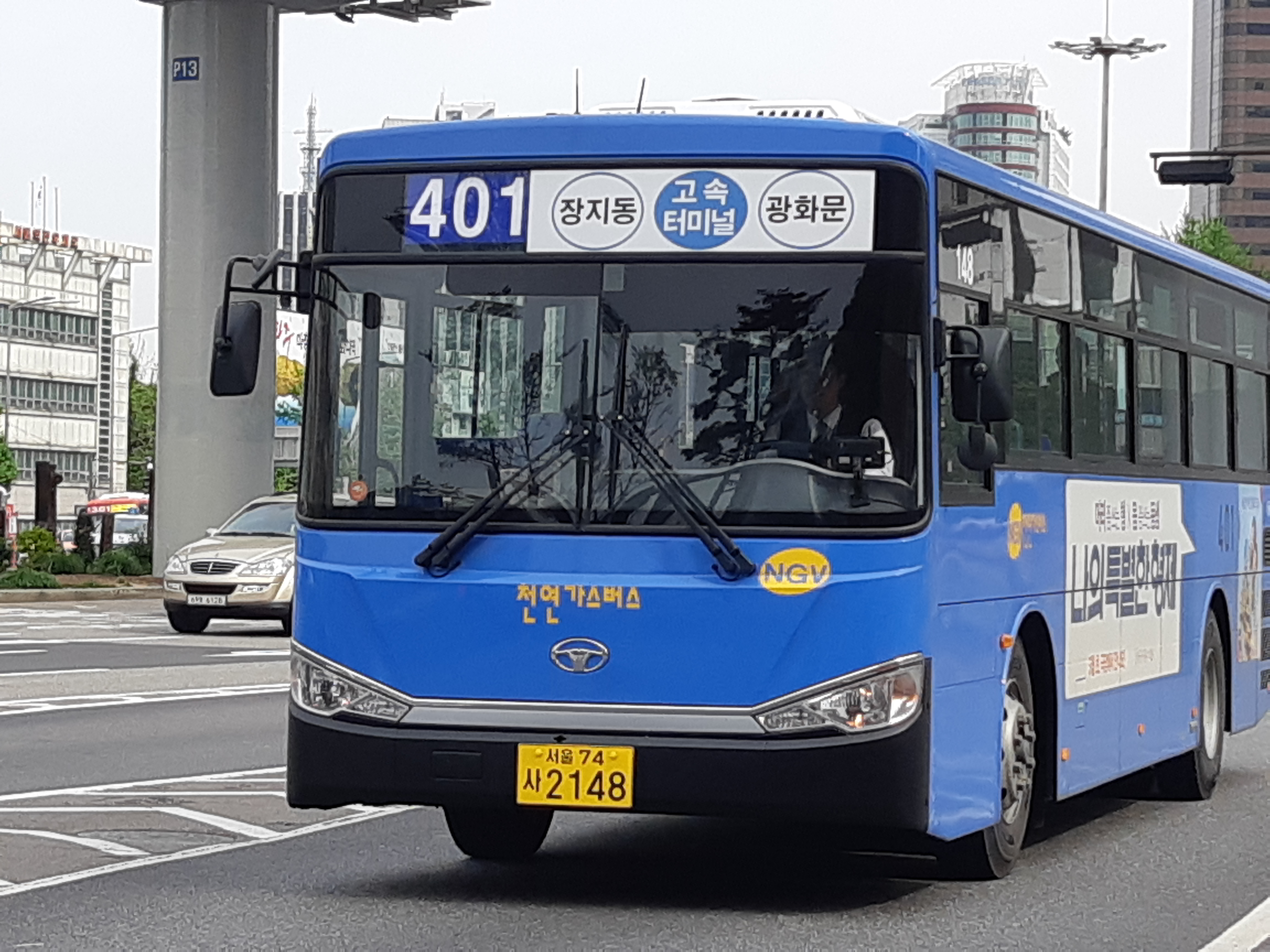
서울시내버스 401번